# Universal Mother
Universal Mother (Univerzální matka) je hudební album irské zpěvačky Sinéad O'Connorové. Vydala ho 13. září 1994 u společnosti Ensign Records jako svoji čtvrtou desku. O'Connorová zpívá a hraje na klavír, je spoluproducentkou a autorkou většiny hudby a textů, navrhla také obal desky. Na albu se podílel jako hudebník a autor její tehdejší manžel John Reynolds.
Hudební styl vychází z pop rocku s vlivy keltské hudby. Převládají balady s doprovodem klavíru, skladba „In This Heart“ je nahrána a cappella, hostuje zde Irish Chamber Orchestra; z klidnějšího ladění alba vyčnívá hiphopově laděná píseň „Famine“. V meditativních textech se O'Connorová především vyrovnává se svým mateřstvím, protestsong „Famine“ se dotýká tragických momentů irské historie. Nahrávku otvírá úryvek z projevu feministické spisovatelky Germaine Greerové, zazní krátká písnička „Am I a Human?“ v podání zpěvaččina syna Jakea Reynoldse a coververze „All Apologies“ Kurta Cobaina, ve „Famine“ je použit sample beatlovské skladby „Eleanor Rigby“.
Na žebříčku Billboard 200 album dosáhlo na 36. místo. Do první desítky prodeje se dostalo v Rakousku (7. místo) a Nizozemsku (8. místo). British Phonographic Industry mu v dubnu 1995 udělilo zlatou desku. Singl „Thank You for Hearing Me“ se dostal na třinácté místo UK Singles Chart.

## Seznam skladeb
| Pořadí         | Název                      | Autor                                                   | Délka |
| -------------- | -------------------------- | ------------------------------------------------------- | ----- |
| 1.             | „Germaine“                 | Greer                                                   | 0:38  |
| 2.             | „Fire on Babylon“          | O'Connor                                                | 5:11  |
| 3.             | John I Love You            | O'Connor, Reynolds                                      | 5:31  |
| 4.             | My Darling Child           | O'Connor                                                | 3:09  |
| 5.             | Am I a Human?              | Reynolds Jr.                                            | 0:24  |
| 6.             | Red Football               | O'Connor                                                | 2:48  |
| 7.             | All Apologies              | Cobain                                                  | 2:37  |
| 8.             | A Perfect Indian           | O'Connor                                                | 4:22  |
| 9.             | Scorn Not His Simplicity   | Coulter                                                 | 4:26  |
| 10.            | All Babies                 | O'Connor                                                | 4:29  |
| 11.            | In This Heart              | O'Connor                                                | 3:11  |
| 12.            | Tiny Grief Song            | O'Connor                                                | 1:56  |
| 13.            | „Famine“                   | O'Connor, Clayton, Simenon, Reynolds, Lennon, McCartney | 4:56  |
| 14.            | „Thank You for Hearing Me“ | O'Connor, Reynolds                                      | 6:25  |
| Celková délka: | Celková délka:             | Celková délka:                                          | 52:50 |